# Barbara Minster
Barbara Kaye Minster (* 11. Oktober 1940; † 15. Januar 2009 in Los Angeles, Kalifornien) war eine Friseurin und Schauspielerin.

## Leben
Minster war als Haarkünstlerin in zahlreichen Folgen von Fernsehserien sowie einigen Filmen tätig und gewann 1994 für ihre Leistung in Dr. Quinn – Ärztin aus Leidenschaft zusammen mit Rebecca De Morrio, Shirley Dolle, Virginia Grobeson, Laura Lee Grubich und Cheri Hufman einen Emmy Award. Weitere Serien, in denen sie ihre Kunst ausübte, sind Goodtime Girls (1980), The White Shadow (1980–1981), Unter der Sonne Kaliforniens (1981–1993), Braten und Bräute (1995), Star Trek: Raumschiff Voyager (1995–1996) und Baywatch – Die Rettungsschwimmer von Malibu (1996–1997). Filme, an denen sie als Haarkünstlerin mitwirkte, sind unter anderem Star Trek: Der Film aus dem Jahr 1979, in dem sie auch eine Statistenrolle innehatte, und Red Corner – Labyrinth ohne Ausweg von 1997. Ebenfalls trat sie 1985 und 1990 in der Serie Unter der Sonne Kaliforniens als Schauspielerin in Erscheinung.

## Filmografie

### Als Haarkünstlerin
- 1979: Star Trek: Der Film (Star Trek: The Motion Picture)
- 1980: Goodtime Girls (Fernsehserie, eine Folge)
- 1980–1981: The White Shadow (Fernsehserie, vier Folgen)
- 1981–1993: Unter der Sonne Kaliforniens (Knots Landing, Fernsehserie, 228 Folgen)
- 1982: Two of a Kind (Fernsehfilm)
- 1989: Single Women Married Men (Fernsehfilm)
- 1992: When No One Would Listen (Fernsehfilm)
- 1995: Braten und Bräute (Platypus Man, Fernsehserie, drei Folgen)
- 1995–1996: Star Trek: Raumschiff Voyager (Star Trek: Voyager, Fernsehserie, 26 Folgen)
- 1996–1997: Baywatch – Die Rettungsschwimmer von Malibu (Baywatch, Fernsehserie, 15 Folgen)
- 1997: Richard Jeni: A Good Catholic Boy (Fernsehfilm)
- 1997: Red Corner – Labyrinth ohne Ausweg (Red Corner)

### Als Schauspielerin
- 1979: Star Trek: Der Film (Star Trek: The Motion Picture)
- 1985–1990: Unter der Sonne Kaliforniens (Knots Landing, Fernsehserie, zwei Folgen)

## Auszeichnungen und Nominierungen
- 1994: Emmy in der Kategorie „Outstanding Individual Achievement in Hairstyling for a Series“ für Dr. Quinn – Ärztin aus Leidenschaft (geteilt mit Kollegen)[3]
- 1995: Emmy-Nominierung in der Kategorie „Outstanding Individual Achievement in Hairstyling for a Series“ für Star Trek: Raumschiff Voyager (geteilt mit Kollegen)[3]
- 1996: Emmy-Nominierung in der Kategorie „Outstanding Hairstyling for a Series“ für Star Trek: Raumschiff Voyager (geteilt mit Kollegen)[3]